# Arsène Muzerelle
Arsène Muzerelle (* 21. Mai 1919 in Marseille; † 14. Januar 2016 in Pertuis) war ein französischer Organist, Chorleiter und Dirigent.

## Leben
Arsène Muzerelle trat 1927 in die kurz zuvor vom Kanoniker Lucien Hess (1900–1986) wiederbegründete Domsingschule (Maîtrise de la Cathédrale de Reims) der Kathedrale von Reims ein. Der Kanoniker und Domorganist Jules Lartilleux (1874–1943) bemerkte seine musikalische Begabung. Als Arsène Muzerelle zehn Jahre alt wurde, begann Lartilleux, ihn an der Orgel auszubilden. Er studierte  Orgel an der Ecole César Franck und am Conservatoire de Paris, wo er Gaston Litaize zum Freund gewann, anschließend bei André Marchal, dem Organisten an der Kirche Saint-Eustache in Paris, der bald vom Lehrer zum Freund wurde. Seinen Lebensunterhalt während der Ausbildung zum Organisten verdiente er als Buchhalter einer Eisenwarenhandlung. Mit 17 Jahren wurde Muzerelle 1936 Organist der Chororgel der Kathedrale von Reims. 1943, erst 24 Jahre alt, wurde er als Nachfolger seines Lehrers Jules Lartilleux – aufgrund der Kriegsumstände zunächst kommissarisch, ab 1947 als „titulaire“ (Amtsinhaber) – zum Organisten der Hauptorgel der Kathedrale von Reims berufen. Das Amt des Organiste titulaire des Grandes Orgues de la cathédrale de Reims zählt seit den Zeiten von Nicolas de Grigny zu den angesehensten ganz Frankreichs. Bis 1998 war Muzerelle Organist der Kathedrale von Reims.
Seit 1949 leitete Arsène Muzerelle den Chor junger Erwachsener Les Alouettes de Champagne. Erzbischof François Marty ernannte ihn 1960 zum Leiter der Kirchenmusik an der Kathedrale (Maître de Chapelle) und zum Direktor der Domsingschule, nachdem Lucien Hess diese Aufgabe aufgrund der Spätfolgen seiner KZ-Haft in Dachau nicht mehr hatte fortführen können. Aus den Alouettes de Champagne gingen ein Vokalensemble (Ensemble vocal Arsène Muzerelle) und ein Kammerorchester (Cantabile) hervor, die er dirigierte. Vom Knabenchor der Domsingschule wie von den Ensembles der Erwachsenen verlangte er Darbietungen höchster Qualität. „Notre-Dame de Reims verträgt kein Mittelmaß“, pflegte er zu sagen. Muzerelle widmete sich auch der zeitgenössischen Musik. 1972 nahm er mit seinen Ensembles das gesamte Chorwerk von Claude Ballif auf.
Von 1947 bis 1985 war Arsène Muzerelle zudem Professor am Conservatoire de Reims. Er wurde zum Lehrer zahlreicher französischer Organisten.